# Katherine River
Der Katherine River ist ein Fluss im Norden des australischen Northern Territory.

## Geografie

### Flusslauf
Das Quellgebiet liegt östlich des Kakadu-Nationalparks an den Südhängen des Mount Gilruth. Von dort fließt der Fluss zunächst nach Süden, um dann nach Westen abzubiegen und im Nitmiluk-Nationalpark die Klamm Katherine Gorge zu durchfließen. Von dort setzt er seinen Lauf nach Südwesten durch Katherine fort und bildet schließlich zusammen mit dem Flora River nördlich des Flora River Nature Park den Daly River.

### Nebenflüsse mit Mündungshöhen
Der Kathrine River hat folgende Nebenflüsse:
- Snowdrop Creek – 294 m
- Gimbat Creek – 215 m
- Turnoff Creek – 206 m
- Snake Creek – 192 m
- Ironbark Creek – 185 m
- Terence Creek – 183 m
- Grace Creek – 180 m
- Emu Creek – 179 m
- Seventeen Mile Creek – 122 m
- McAddens Creek – 100 m
- Leight Creek – 100 m
- Chainman Creek – 93 m
- Gum Creek – 84 m
- King River – 76 m
- Limestone Creek – 74 m

### Durchflossene Seen
Er durchfließt folgende Seen:
- Ngartjuk Billabong – 207 m

### Wasserfälle
- Lily Ponds Falls

## Geschichte
Der erste europäische Entdecker und Namensgeber war John McDouall Stuart, der den Fluss 1862 nach der zweiten Tochter des Finanzierers der Entdeckungsexpedition, John Chambers, benannte.
Ende Januar 1998 verursachte der Zyklon Les schwere Unwetter, die den Flusspegel auf mehr als 20 Meter ansteigen ließen und einen großen Teil von Katherine überfluteten. Bei einer weiteren Flut am 6. April 2006 wurde der Notstand ausgerufen, da der Fluss an der Katherine-Brücke des Stuart Highway erneut einen Pegel von fast 19 m erreichte.